# 紧急情况

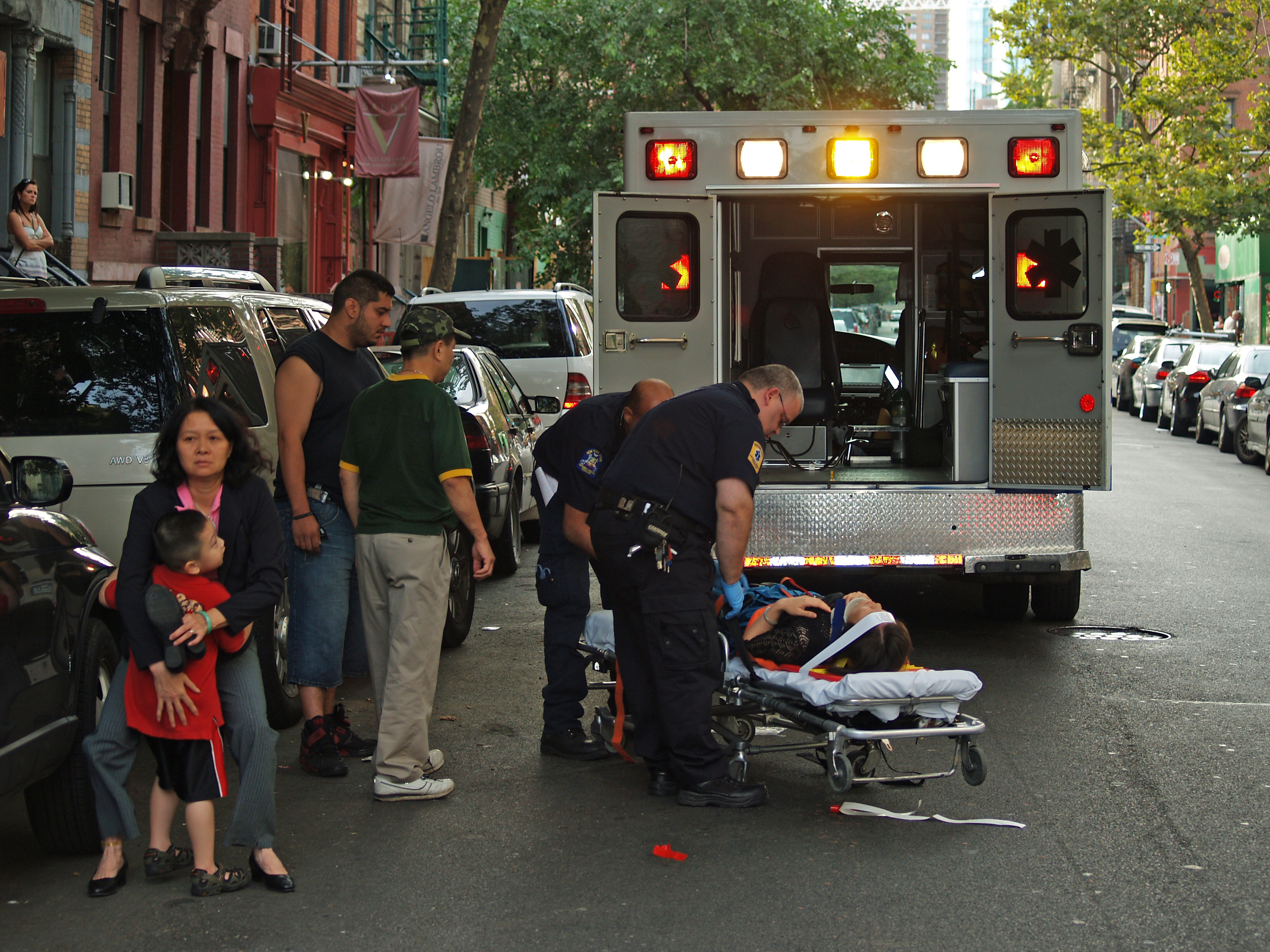
紧急医疗

紧急情况（emergency）是指对健康、生命、财产或环境构成直接风险的情况。大多数紧急情况需要紧急干预，以防止局势恶化；但某些情况下可能无法做到控制局面，各机构只能为善后事宜提供援助。 
虽然一些紧急情况不言自明（例如威胁众多生命的自然灾害），但许多较小事件要求检查员（或受影响方）决定是否构成紧急情况。通常由政府确定紧急情况的确切定义、所涉及的机构、所使用的程序以及管辖权，政府机构（应急服务）负责应急计划和管理。

## 紧急情况的类型

### 威胁生命
许多紧急情况对相关人员的生命构成直接威胁。这可能是设计单一个体的紧急情况，诸如心肌梗死、中風、心搏停止和創傷等在内的医疗紧急情况，也包括影响大量人员的自然灾害事件，诸如龍捲風、飓风、洪水、地震、泥石流，以及霍亂、埃博拉出血热、疟疾等疾病爆发。
大多数机构认为这是最高优先级的紧急事件，因为一般学派思想认为没有什么比人类生命更重要。

### 威胁健康
有些紧急情况并不一定立即威胁生命，但可能对一个或多个人的持续健康和福利构成严重影响（紧急情况可能会升级为威胁生命）。

### 危害环境
有些紧急情况并不会立即威胁生命、健康或财产安全，但会影响自然环境和生命状态。并非所有机构都认为这是一个真正的紧急情况，但这可能对动物和土地构成长远影响。此种例子包括山火和海上漏油。

## 紧急情况分类系统
世界各地的机构都有不同的事件分类系统，所有系统都是通过确定不同紧急事件的优先次序来为帮助分配有限的资源。
任何分类的第一阶段一般都是定义事件是否属于紧急情况，从而是否需要应急响应。有些机构仍会响应非紧急求助，具体取决于其资源配备和可用性。这方面的一个例子是消防部门会响应帮忙从树上取下一只猫的请求，此情况中没有生命、健康或财产受到紧迫威胁。
在此之后，许多机构会为紧急情况划分类别，依照对生命、健康或财产构成最大风险的事件排列优先顺序。例如，许多救护车服务使用先进医疗优先调度系统（AMPDS）或类似解决方案。AMPDS将对救护车服务的所有呼叫分类为“A”类（即将危及生命），“B”类（紧迫健康威胁）或“C”类（非紧急呼叫，但仍需响应）。一些服务还有第四类，包含认为在回答临床问题后不需要提供响应。
还有一个按优先级处理医疗呼叫的系统被称为紧急医疗调度（EMD）。其中将事件划分为A到E类优先级（E为最高优先级，例如发生心脏骤停），依照优先级来确定响应级别。

## 紧急状态
当发生内乱或重大灾害等重大事件时，许多国家的政府都有权宣布进入紧急状态，使其有权对公民的日常生活进行广泛约束，并可能暂时限制包括审判权在内的某些公民权利。